# Остров Губернатора
Остров Губернатора (порт. Ilha do Governador) — муниципальный район (субпрефектура, порт. subprefeitura) города Рио-де-Жанейро, занимающий самый крупный остров в заливе Гуанабара. Территория района — 40,81 км², население (2010) — 212 574 чел. Остров соединён с соседним островом Фундан (который административно также входит в район Острова Губернатора) и материком системой мостов со скоростным движением.
Жители Рио-де-Жанейро обычно называют Остров Губернатора просто «остров» (порт. Ilha). На острове живут в основном представители среднего класса, район Жардим Гуанбара занимает третье место в городе по индексу качества жизни, но при этом на острове имеются и фавелы, крупнейшая из которых — Морро-до-Денде.

## История
До прихода европейцев остров был заселён племенем индейцев темиминос, которые в конце концов покинули остров из-за атак своих врагов — племени тамойос и французских торговцев древесиной Пау-бразил, которые, в свою очередь, были изгнаны с острова в 1567 году португальцами. На языке тупи остров назывался «Паранапуа» — «морской залив».
5 сентября 1567 года генерал-губернатор Бразилии Мем де Са подарил остров своему племяннику и преемнику Сальвадору Коррейя де Са, в силу чего остров получил своё нынешнее название. Остров стал резиденцией генерал-губернатора, также на нём выращивали сахарный тростник, который экспортировали в Европу до XVIII века.
В начале XIX века будущий король Португалии и Бразилии Жуан VI, будучи ещё принцем-регентом, использовал этот остров в качестве охотничьих угодий, а на пляже острова любил купаться будущий император Педру I (1822—1831).

## Административное деление
Район подразделяется на 14 исторических районов (порт. bairros): Банкариос, Какуйя, Кокота, Фрегезия, Галеан, Жардим Кариока, Жардим Гуанабара, Монеро, Питангейрас, Португеза, Прайя-да-Бандейра, Рибейра, Тауа и Зумби.

## Достопримечательности
В западной и северо-западной частях острова расположены главный аэропорт Рио-де-Жанейро — международный аэропорт Рио-де-Жанейро/Галеан и база ВВС Бразилии Галеан, которые занимают около трети территории острова. При строительстве одной из взлётно-посадочных полос аэропорта было произведено осушение части залива, что увеличило территорию острова.